# أشلي موراي
أشلي مونيك موراي (بالإنجليزية: Ashleigh Murray)‏ (ولدت في 18 يناير 1988)  ممثلة ومغنية أمريكية عرفت عن دور جوزي ماكوي على قناة سو في المسلسل التلفزيوني ريفرديل.

## روابط خارجية
- أشلي موراي على موقع IMDb (الإنجليزية)
- أشلي موراي على موقع روتن توميتوز (الإنجليزية)
- أشلي موراي على موقع ألو سيني (الفرنسية)
- أشلي موراي على موقع ميوزك برينز (الإنجليزية)
- أشلي موراي على موقع قاعدة بيانات الفيلم (الإنجليزية)